# Ewa Nasalska
Ewa Nasalska – polska socjolożka, specjalizująca się w zakresie socjologii edukacji.
W 1973 ukończyła filologię germańską na Uniwersytecie Warszawskim. Doktoryzowała się w 1983 pracą pt. Wartości i wzorce edukacyjno-zawodowe propagowane w prasie polskiej oraz obu państw niemieckich, natomiast habilitację uzyskała w 2006 pracą pt. Polsko-niemieckie dyskursy edukacyjne: lata 1949–1999. Pracuje w Instytucie Socjologii Uniwersytetu Warszawskiego na stanowisku kierownika Zakładu Socjologii Oświaty i Wychowania.
Do jej zainteresowań naukowych należą: stosunki polsko-niemieckie w perspektywie socjologicznej, teorie socjalizacji we współczesnej socjologii niemieckiej oraz socjologia edukacji.

## Wybrane publikacje
- Społeczne uwarunkowania postrzegania utrudnień w realizacji celów życiowych, 1985
- Systemowe uwarunkowania funkcjonowania zawodowego nauczycieli w Polsce, 1990
- Polsko-niemieckie dyskursy edukacyjne: lata 1949–1999, 2004
- Wartości, polityka, społeczeństwo (red.), 2009